# Salvador Bacarisse
Salvador Bacarisse Chinoria (Madrid, 12 de septiembre de 1898-París, 5 de agosto de 1963) fue un músico y compositor español.

## Biografía
Nace el 12 de septiembre de 1898 en el barrio Centro de Madrid, hijo del comerciante francés Sauveur Bacarisse Irigoin y de la zaragozana Paulina Chinoria y Calvo. Su situación económica le permite  estudios  superiores. Tras el bachillerato se matricula a petición de su padre en la Universidad Complutense de Madrid para estudiar  Derecho y  Filosofía  y Letras. Al mismo tiempo estudia en el Conservatorio Superior de Madrid piano con Manuel Fernández Alberdi y armonía y composición con Conrado del Campo. En 1916 Bacarisse se licencia en la Universidad y se gradúa en el Conservatorio. Bacarisse fue miembro del Grupo de los Ocho (fundado siguiendo el modelo del grupo francés de Les Six para combatir el conservadurismo musical). En 1923 ganó el I Concurso Nacional de Música con su poema sinfónico La nave de Ulises para coro femenino. Ayudó a promover la música contemporánea como director artístico de la Unión Radio (1926-1936). Tras la proclamación de la Segunda República española formó parte de la Junta Nacional de Música y Teatros Líricos (1931) y desde este mismo año fue crítico musical en la prensa madrileña.
Durante la Guerra Civil española se trasladó siguiendo al gobierno republicano a Valencia y Barcelona y en esta última ciudad fue delegado del gobierno en asuntos musicales, organizando algunos conciertos y temporadas de ópera. Estuvo afiliado al Partido Comunista de España, formando parte de la Alianza de Intelectuales Antifascistas junto con otros miembros de la cultura republicana de izquierdas, comprometidos con ese bando bien de forma intelectual, con escritos, manifiestos y revistas, tomando muchos de ellos carácter de propaganda; bien de forma real, combatiendo en el frente. En 1939 se exilió en París, rechazando la dictadura de Franco, y desde 1945 hasta su muerte trabajó para la Radiodiffusion-Télévision Française como productor de programas en español para Hispanoamérica. En 1956 ingresó en la Société des Auteurs et Compositeurs Dramatiques y un año después en la Société pour l’Administration du Droit de Reproduction Mécanique des Auteurs, Compositeurs et Éditeurs.
Bacarisse fue un compositor muy fecundo para conjuntos de cámara, ópera (incluidas Charlot [1933] y El tesoro de Boabdil, con la que ganó un premio de la radio francesa en 1958), y obras orquestales, entre las que se encuentran dos conciertos para piano y uno para violín. Entre sus obras figura una Balada para piano y orquesta; Fantasía para violín y orquesta y un Concierto para cello, así como música para piano solo y un cierto número de canciones sobre textos de Juan Ramón Jiménez, Rafael Alberti y Luis Cernuda, entre otros.
Su obra más conocida es el Concertino para guitarra y orquesta en la menor, opus 72, compuesta en 1957, en un estilo neorromántico cercano al del Concierto de Aranjuez de Joaquín Rodrigo (1940). Su Fantasía andaluza es una pieza breve crecientemente aceptada en el repertorio para arpa y orquesta.

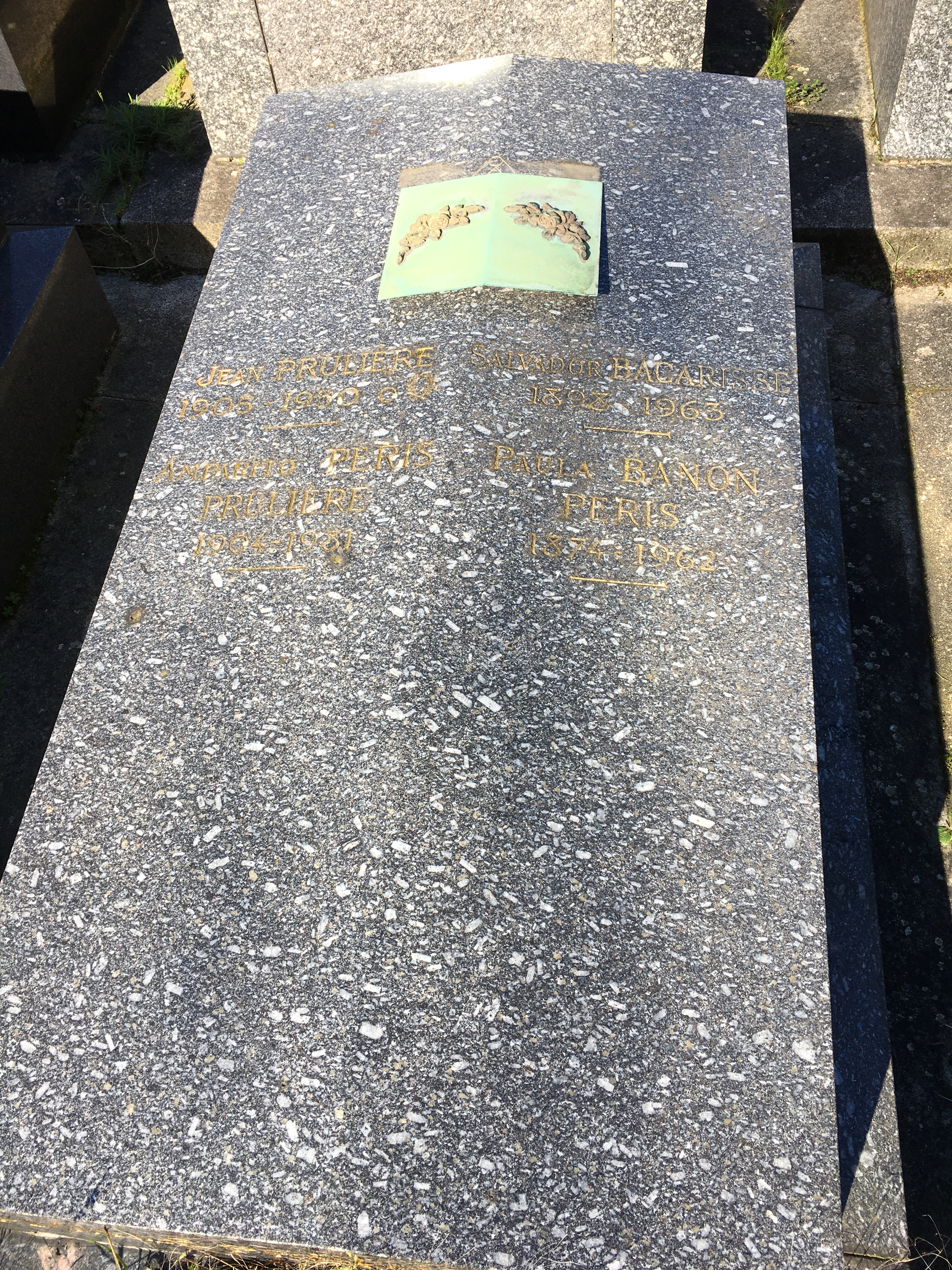
Tumba de Salvador Bacarisse en el cementerio del Père Lachaise

Fue primo del literato español Mauricio Bacarisse Casulá.
Yace enterrado en el cementerio parisino del Père Lachaise en la división 97.ª, cerca de la tumba del también español Francisco Largo Caballero, junto al pianista Jean Pruliere y la soprano Amparito Péris.

## Obra
La obra completa puede encontrarse en el siguiente catálogo:
- Catálogo de Obras de Salvador Bacarisse - Christiane Heine